# 233-я улица (линия Уайт-Плейнс-роуд, Ай-ар-ти)
|   |   |   |   |   |
| · | · | · | · | · |

|   |   |   |   |   |
| · | · | · | · | · |

«233-я улица» (англ. 233rd Street) — станция Нью-Йоркского метрополитена, расположенная на линии Уайт-Плейнс-роуд, Ай-ар-ти.  На станции останавливаются маршруты 2 (круглосуточно) и 5 (в часы пик в пиковом направлении). Она представлена двумя боковыми платформами, обслуживающими два локальных пути (центральный путь не используется для регулярного движения поездов).
Станция была открыта 31 марта 1917 года, на эстакаде. Обе платформы имеют бежевые ветровые стёкла, и красные с зелёным навесы, рамы и опорные колонны в центре. Обозначения станции в стандартной чёрной табличке с белыми буквами.

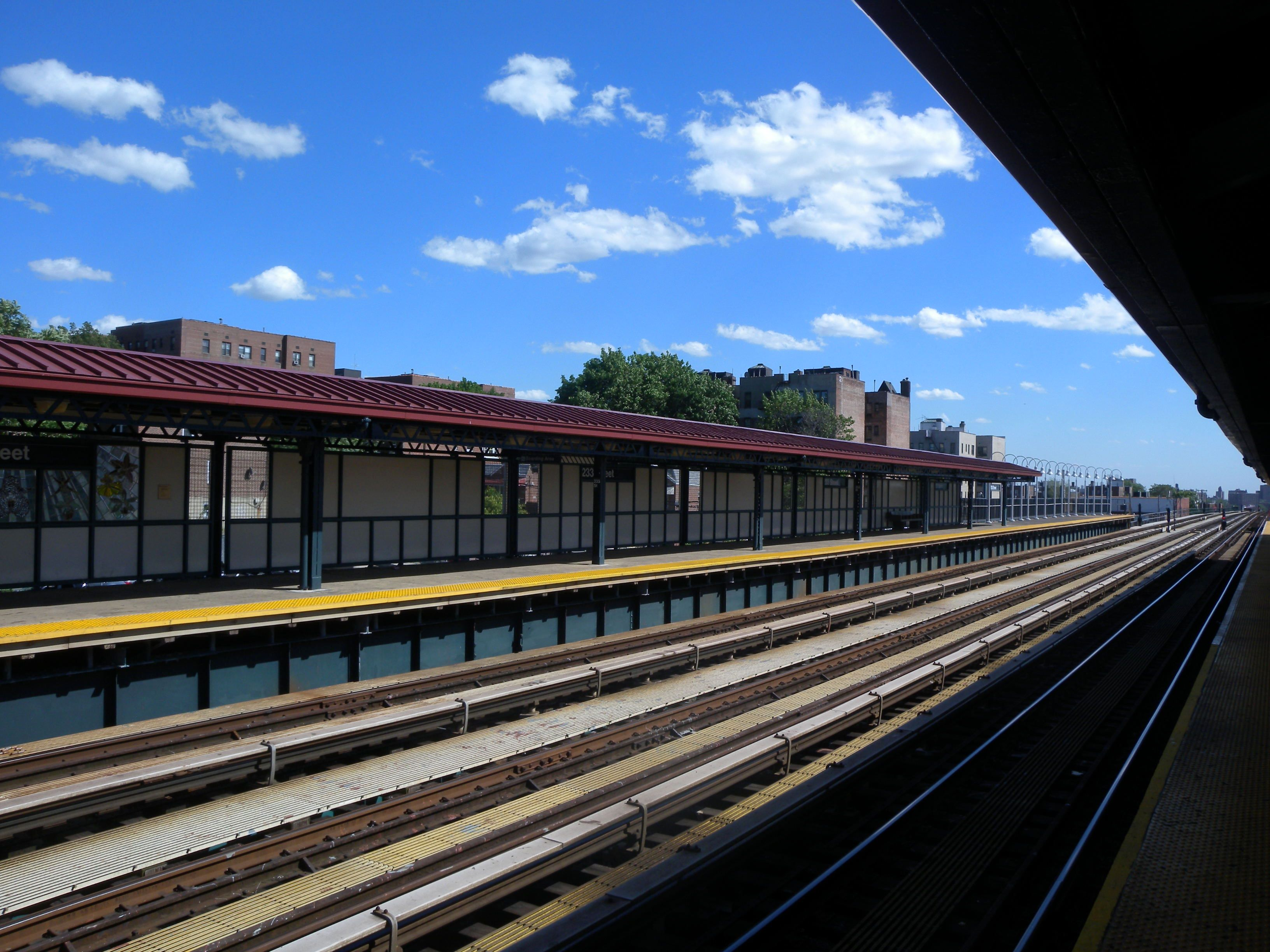
Платформы